# Дрімлюга гірський
Дрімлюга гірський (Caprimulgus poliocephalus) — вид дрімлюгоподібних птахів родини дрімлюгових (Caprimulgidae). Мешкає в горах Східної і Центральної Африки та Аравійського півострова.

## Опис
Довжина птаха становить 22-24 см, вага 41-57 г. Забарвлення темне, пістряве, поцятковавне охристими, чорнуватими або шоколадно-коричневими плямками. У самців на 4 першорядних махових перах білі плями, крайні стернові пера білі, у самиць вони охристі. Тім'я сіре. На горлі з боків білі плями.

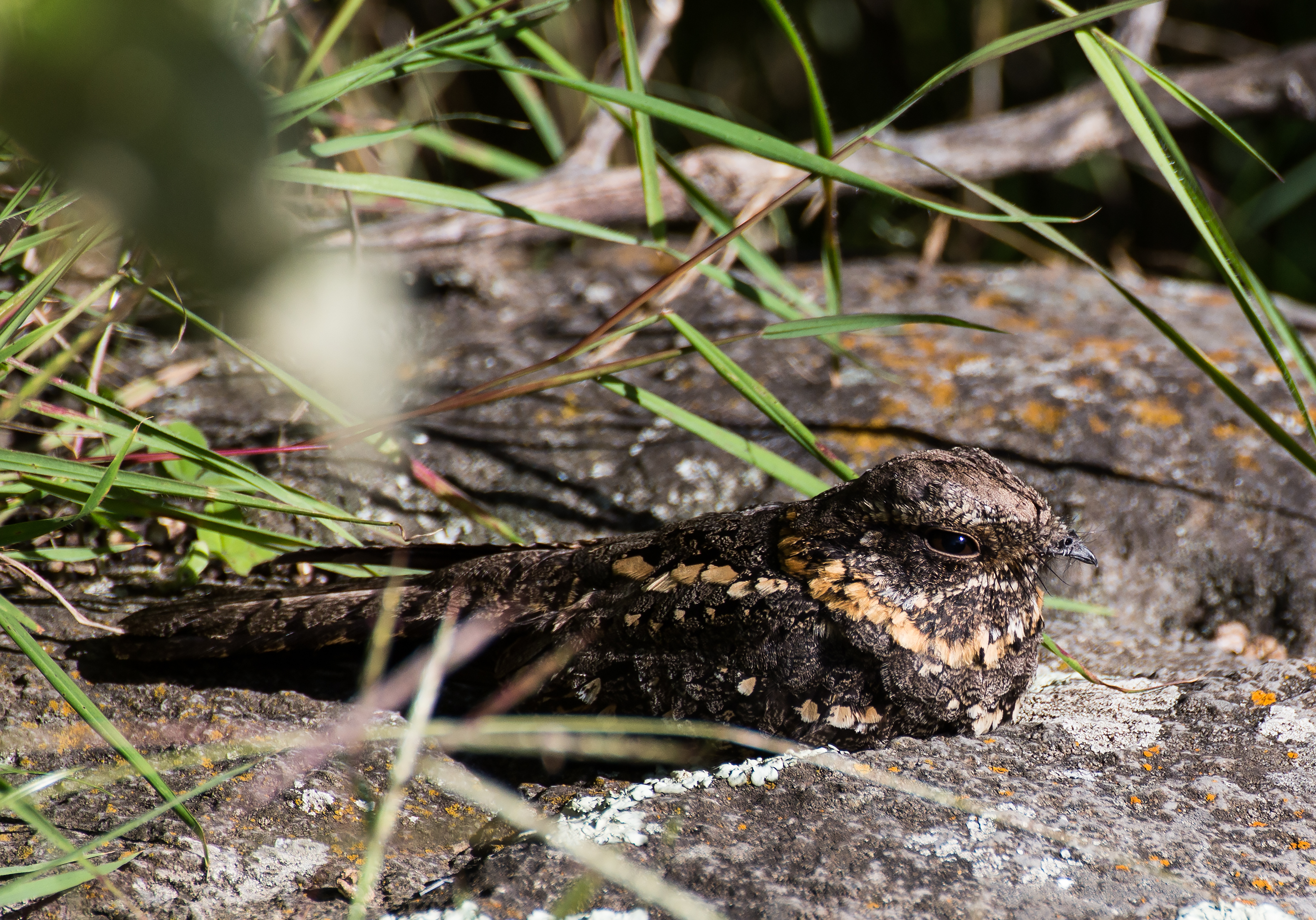
Гірський дрімлюга

## Підвиди
Виділяють чотири підвиди:
- C. p. poliocephalus Rüppell, 1840 — південно-західна Саудівська Аравія, західний Ємен, від Ефіопії до північної Танзанії;
- C. p. ruwenzorii Ogilvie-Grant, 1909 — південно-західна Уганда і схід ДР Конго;
- C. p. guttifer Grote, 1921 — Танзанія, Малаві, Замбія;
- C. p. koesteri Neumann, 1931 — центральна Ангола.

Деякі дослідники виділяють підвиди C. p. ruwenzorii, C. p. guttifer і C. p. koesteri у окремий вид — угандійського дрімлюгу (Caprimulgus ruwenzorii).

## Поширення і екологія
Гірські дрімлюги мешкають в Саудівській Аравії, Ємені, Еритреї, Ефіопії, Південному Судані, Уганді, Руанді, Бурунді, Демократичній Республіці Конго, Анголі, Кенії, Танзанії, Замбії, Малаві. Вони живуть у вологих гірських тропічних лісах, на узліссях, у високогірних чагарникових заростях, на гірських луках та в садах. Зустрічаються на висоті від 1000 до 3350 м над рівнем моря. Живляться комахами, яких ловлять в польоті. Сезон розмноження в Саудівській Аравії триває з березня по травень, в Ефіопії з січня по травень, в Південному Судані, Уганді і Кенії з вересня по січень.